# Іссик-Кульський район
Іссик-Кульський район (кирг. Ысыккөл району) — район Іссик-Кульської області Киргизстану. Центр району — місто Чолпон-Ата.

## Міста та села
З заходу на схід уздовж берега озера:
- Кош-Коль
- Тамчі
- Чокиал
- Чолпон-Ата

## Галерея

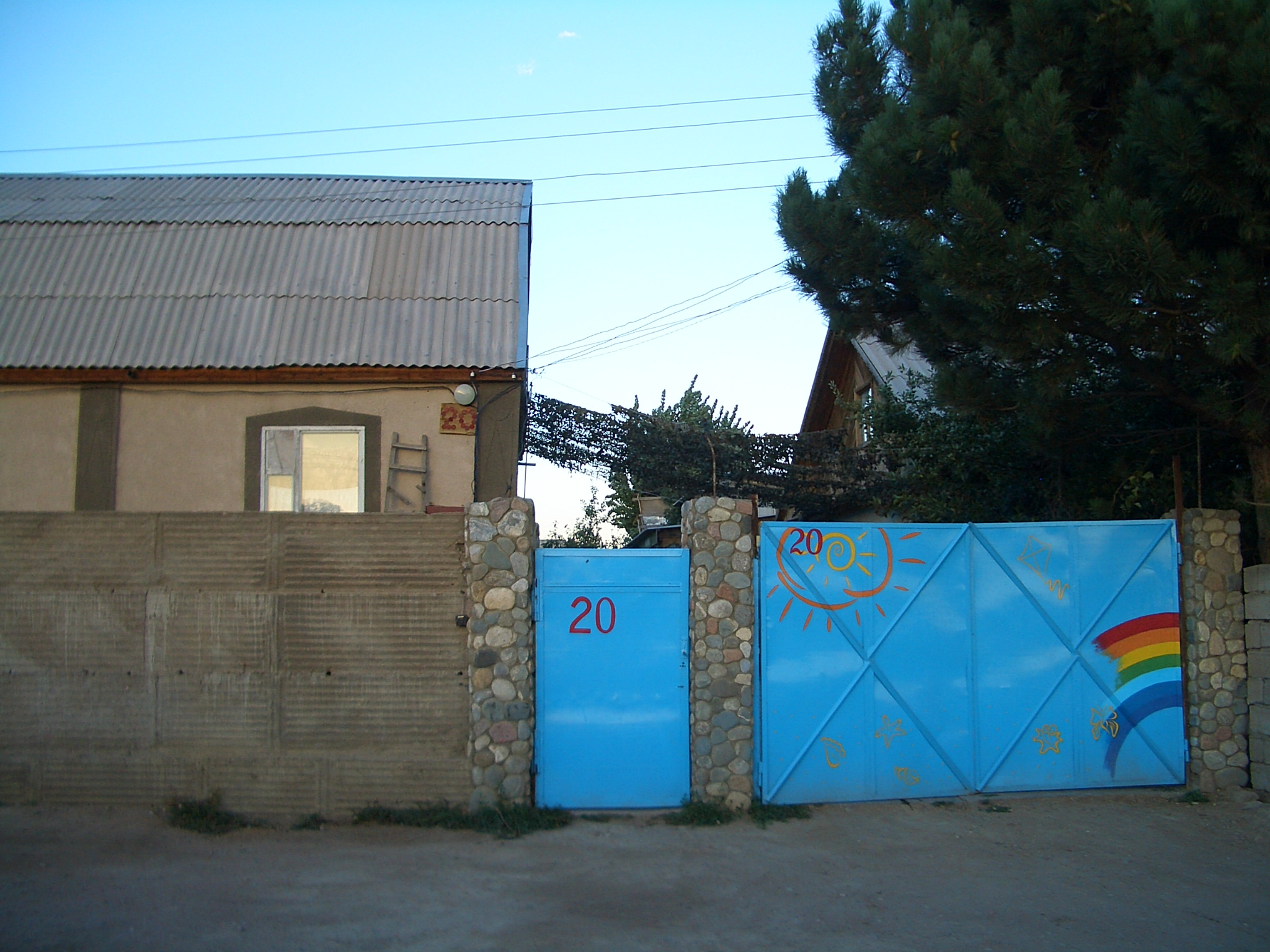
Готель Тамчі
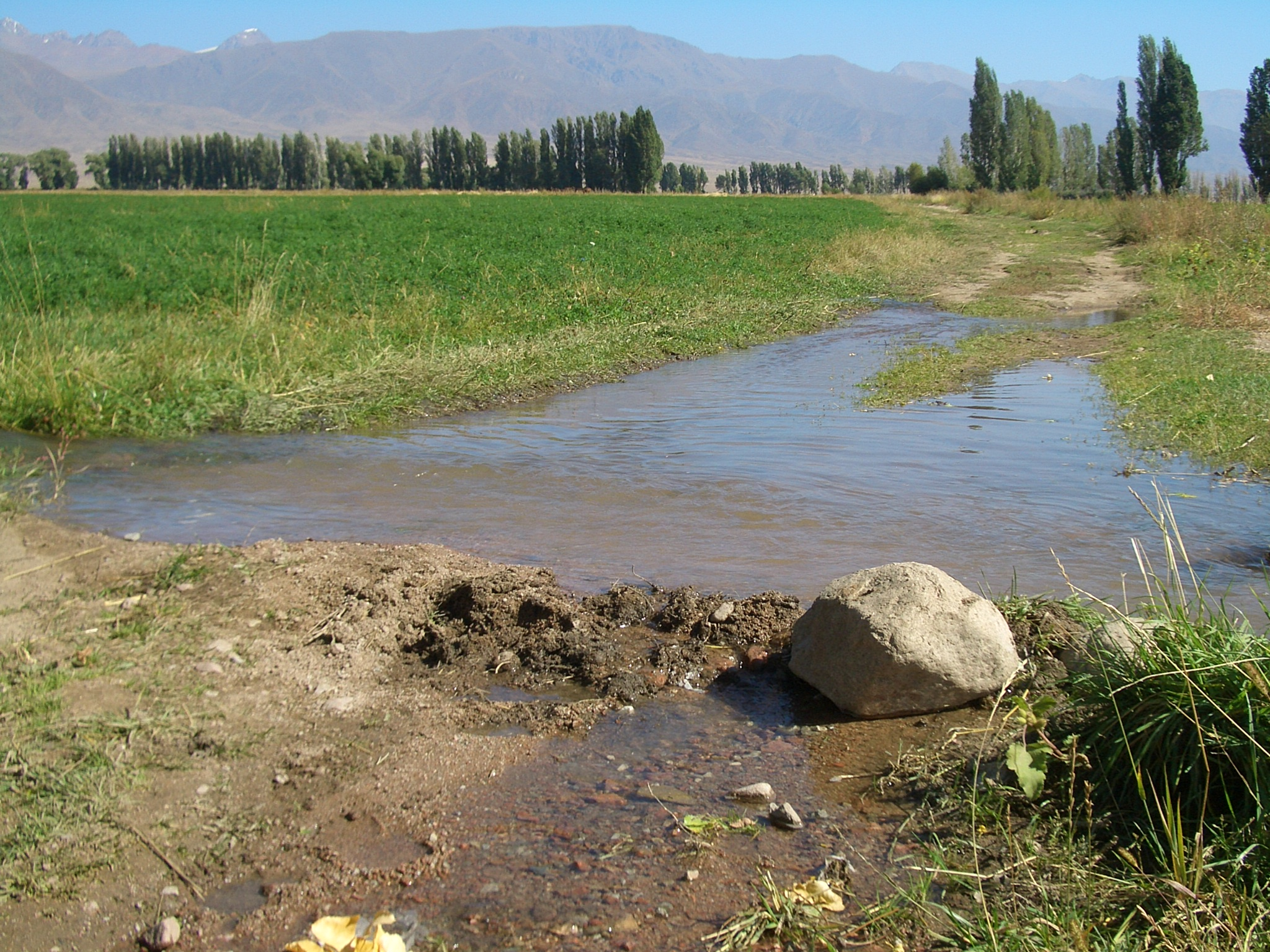
Зрошення
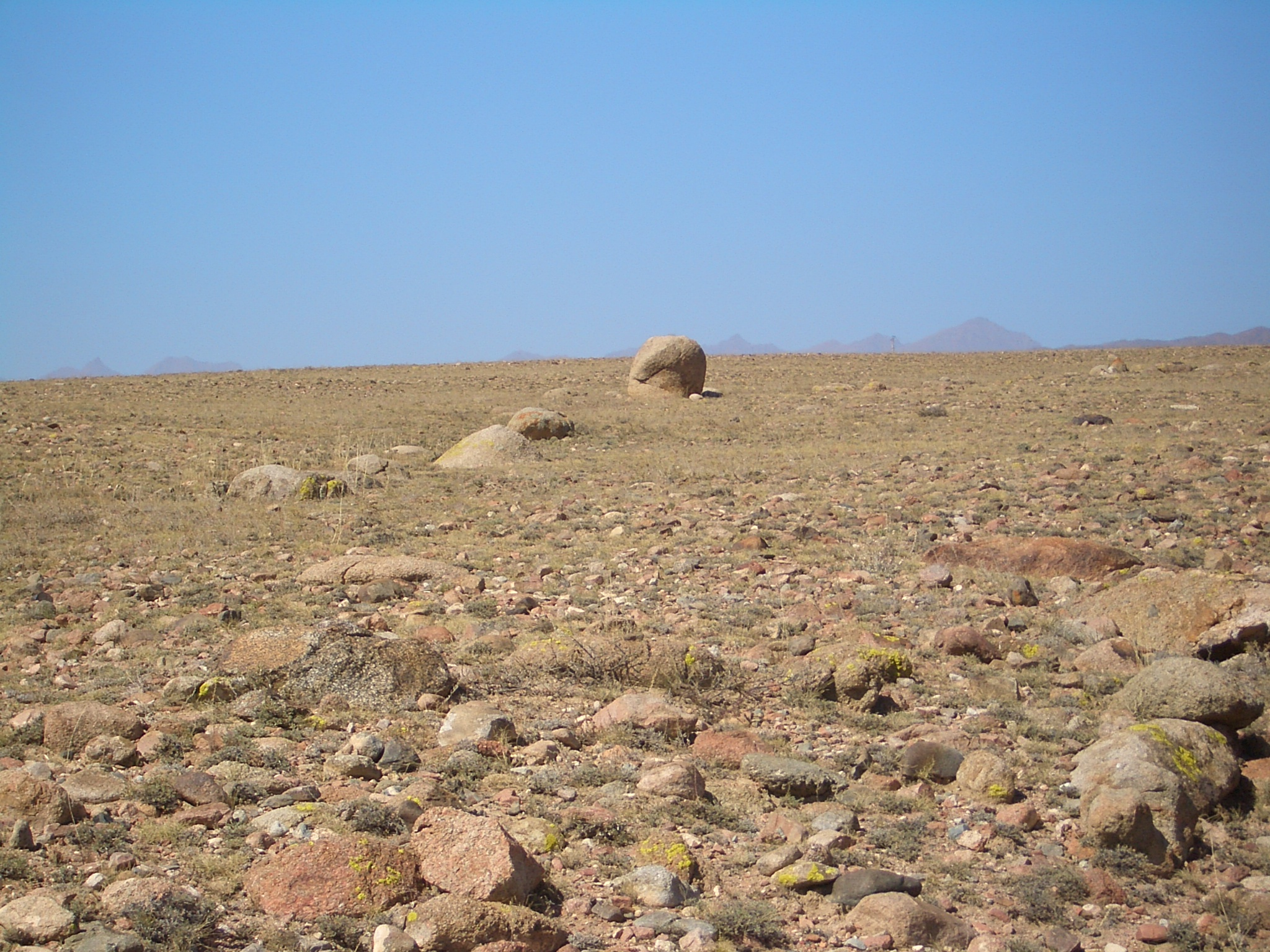
Пустеля вище Тамчі
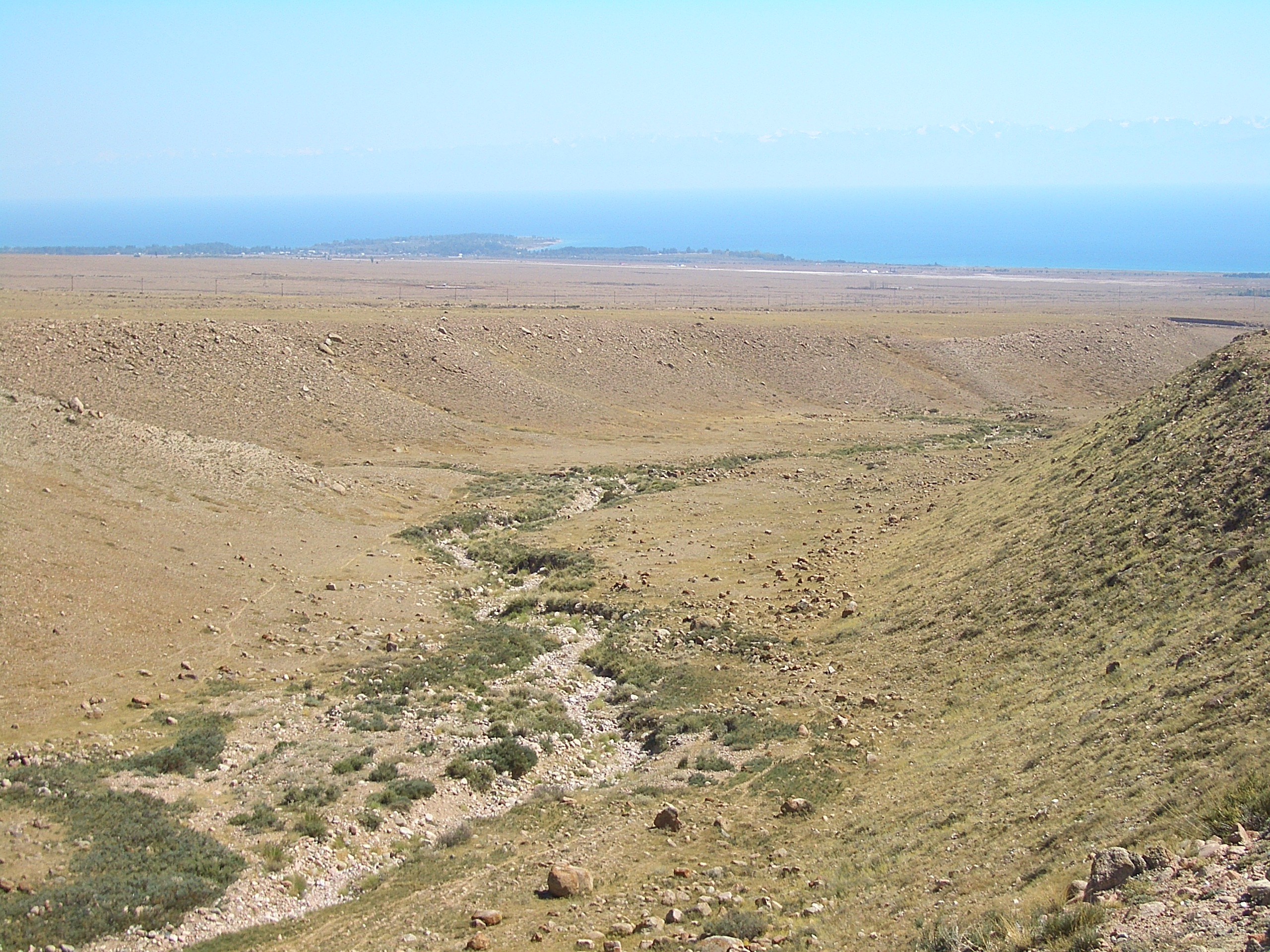
Чоткальський півострів на фоні.
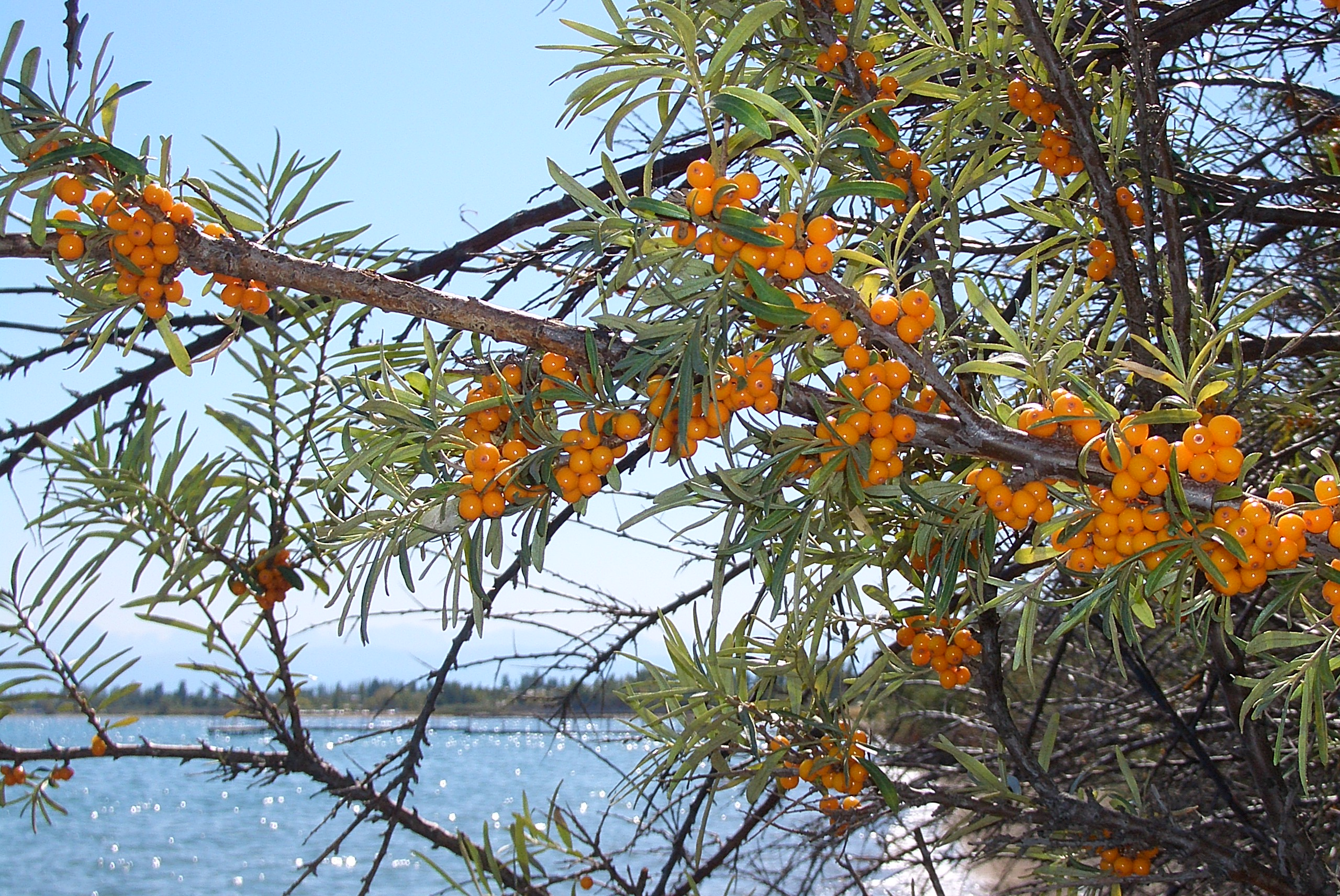
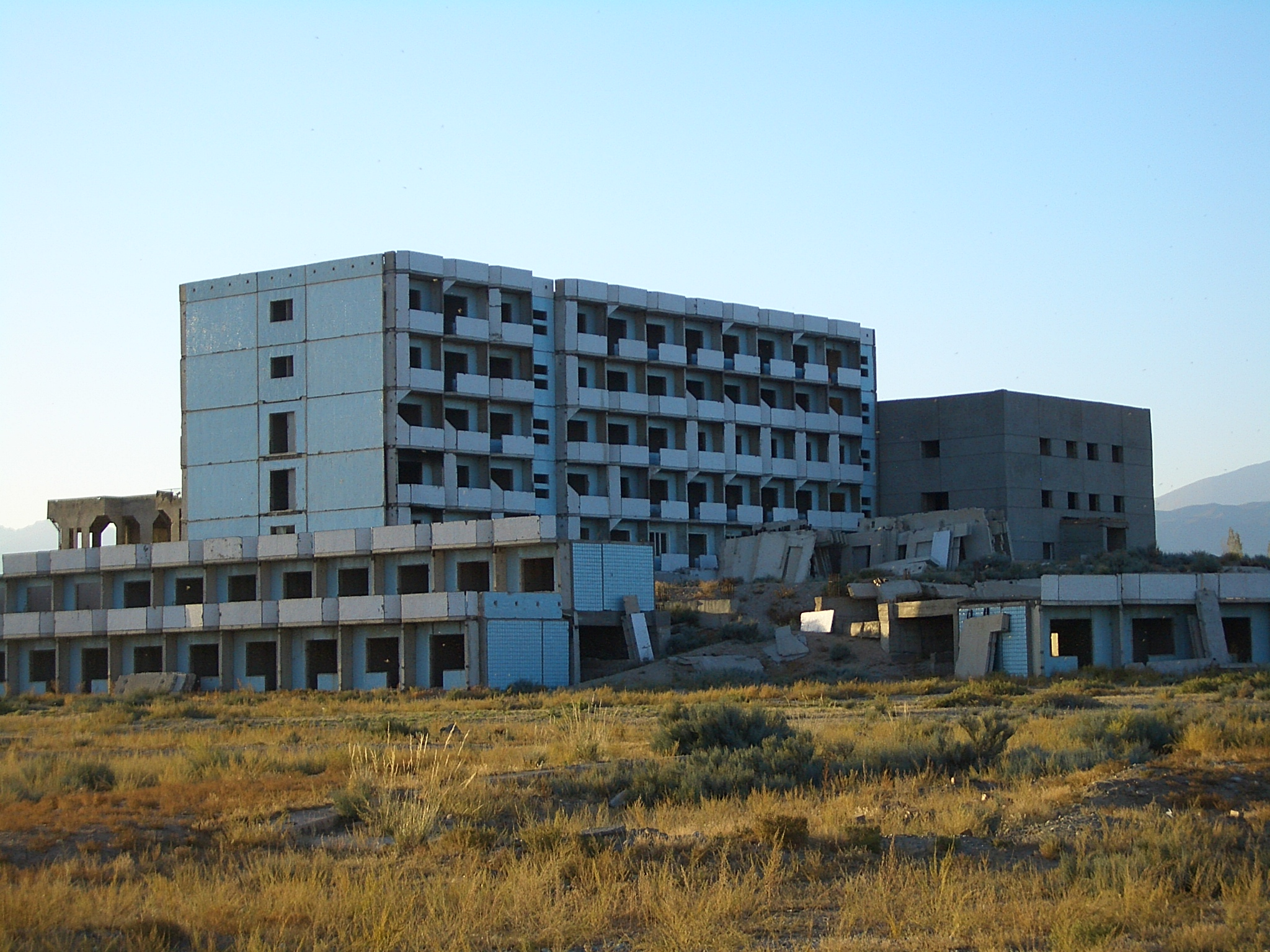
Покинутий санаторій Кош-Коль.
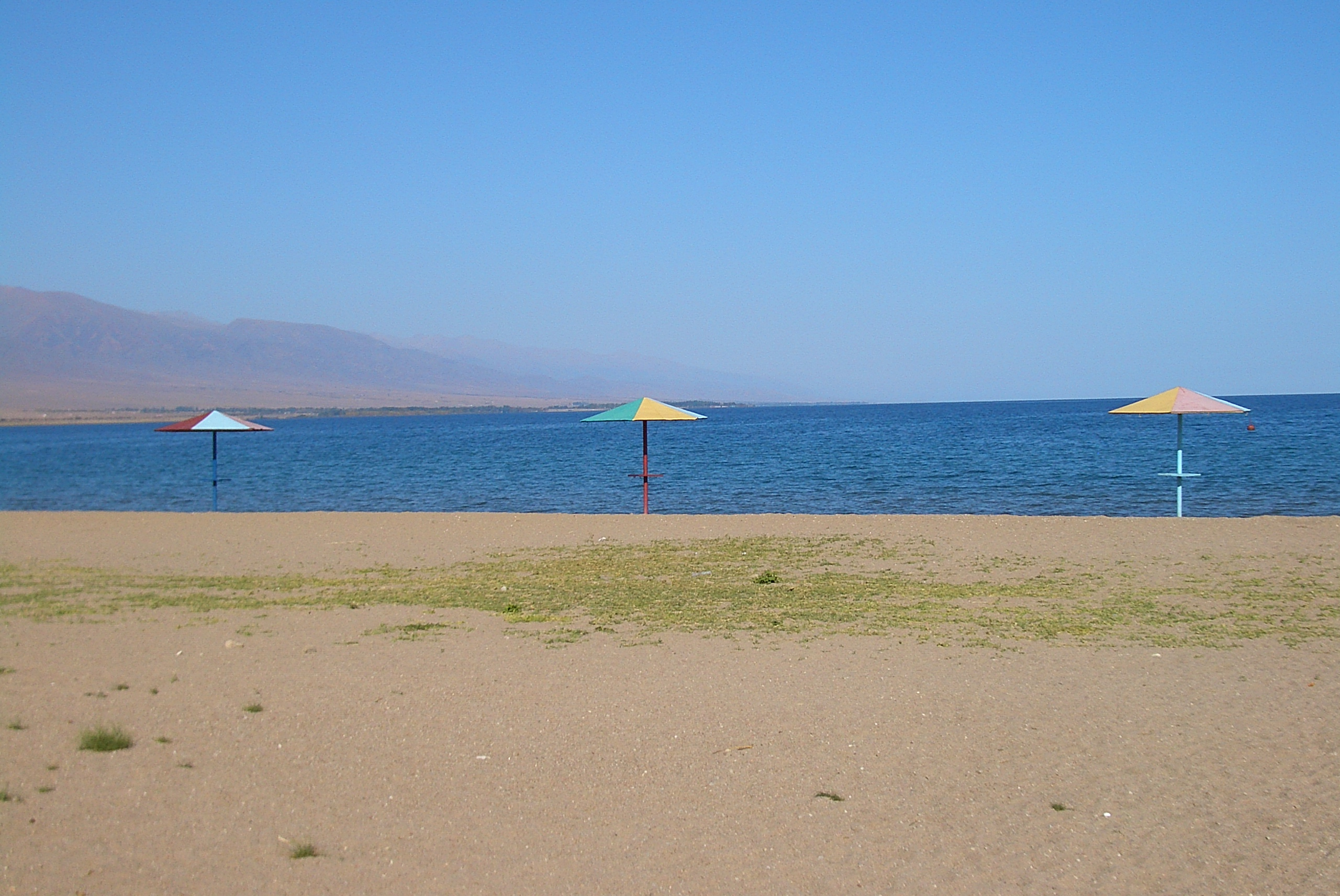
На пляжі в Кош-Коль.